# Luci Anni (tribú)
Luci Anni (en llatí Lucius Annius) va ser un magistrat romà del segle ii aC.
Va ser tribú de la plebs el 110 aC. Al final del seu mandat d'un any, ell i el seu col·lega Publi Licini Lucul·le (Publius Lucullus) van voler continuar exercint el càrrec l'any següent i es van voler tornar a presentar a les eleccions, però no ho van aconseguir perquè els altres tribuns s'hi van oposar.